# Тадеуш Мошинський
Тадеуш Мошинський (1878 р.н., пом. 1940 р.) — польський юрист, адвокат, суддя, нотаріус, сенатор третього терміну повноважень, жертва Катинської розправи.

## Біографія
Він був сином Густава. У 1896 році закінчив гімназію в Золочові. Закінчив юридичний факультет. До 1919 р. працював адвокатом у Петрикові на Прип'яті. З 1922 по 1923 рік був суддею в Пінську, а згодом керував нотаріальною конторою в цьому місті та в Луцьку. Був обраний сенатором під час 3-го терміну Сенату Республіки Польща (1930—1935) за списком № 1 (ББСУ) у Поліському воєводстві після того, як Міхал Виростек подав у відставку. Присягу склав 16 січня 1935 року.
Після початку Другої світової війни та агресії СРСР проти Польщі 17 вересня 1939 р. заарештований органами НКВС у Луцьку. Перебував у в'язниці НКВС у Перемишлі, згодом у Львові. Його ім'я було в т. зв Українському катинському списку, опублікованому в 1994 році (занесений до експортного списку 43/1-13 за номером 2013). Похований на Польському військовому кладовищі в Києві — Биківні, відкритому у 2012 році.
Дружиною була Габріела, уроджена Запольська-Довнар (померла 1945).
Тадеуша Мошинського вшанували на меморіальній дошці, відкритій 3 липня 1999 року на будівлі Сенату Республіки Польща на честь сенаторів Другої Польської Республіки, які загинули під час Другої світової війни та періоду післявоєнних репресій.

## Ордени та нагороди
- Золотий Хрест Заслуги (10 листопада 1933 р.)[6]

## Виноски
1. ↑  Sprawozdanie Dyrekcyi C. K. Gimnazyum w Złoczowie za rok szkolny 1899. Złoczów. 1899. с. 67.
2. ↑  Ukraińska Lista Katyńska (PDF). 1994. с. 63. Архів оригіналу (PDF) за 31 березня 2019. Процитовано 14 грудня 2021.
3. ↑  Sławomir Kalbarczyk: Ukraińska i białoruska lista katyńska [Архівовано 2016-03-05 у Wayback Machine.], [w:] Nasz Dziennik, 29 kwietnia 2011, Nr 99 (4030)
4. ↑  Odsłonięcie tablicy pamiątkowej.
5. ↑  Tablica Pamięci.
6. ↑  M.P. z 1933 r. nr 259, poz. 278 «za zasługi na polu pracy społecznej».